# Barberinijev diptih
Barberinijev diptih ali Barberinijeva slonovina je bizantinski list iz cesarskega diptiha iz pozne antike, zdaj v Louvru v Parizu. Cesar je predstavljen kot uspešen zmagovalec. Na splošno je datiran v prvo polovico 6. stoletja in se pripisuje cesarski delavnici v Konstantinoplu, medtem ko se za cesarja običajno domneva Justinijan I., morda Anastazij I. ali Zenon. To je pomemben zgodovinski dokument, ker je povezan s kraljico Brunhildo Avstrazijsko. Na hrbtu je seznam imen frankovskih kraljev, vseh Brunhildinih sorodnikov, ki označujejo pomemben položaj kraljic v frankovskih kraljevskih družinah. Brunhilda je naročila, da se seznam napiše in da ga darovala cerkvi kot votivni dar.
Čeprav to ni konzularni diptih, ima veliko lastnosti takih dekorativnih shem. Cesarja v glavnem panelu spremlja osvojen barbar v hlačah na levi, skrivna alegorična figura, ki verjetno predstavlja zmagovito ozemlje ali osvobojeno, ki ima nogo v zahvalo ali podreditev ter angel ali zmaga, kronan cesar s tradicionalno palmo zmage (ki je zdaj izgubljena). Čeprav je barbar delno zakrit s cesarjevim velikim kopjem, ga ne prebada in se zdi bolj presenečen in prevelik kot bojevit. Zgoraj, Kristus, z modno skrito frizuro, je obdan z dvema večjima angeloma v slogu poganskih zmagovitih figur; on kraljuje zgoraj, cesar ga predstavlja na zemlji. V spodnjem panelu barbari iz zahoda (levo, v hlačah) in vzhoda (desno, s slonovino, tiger in majhen slon) prinašajo darila, tudi divje živali. Figura na levi plošči, ki predstavlja vojaka, nosi kip Zmage; njegov nasprotnik na desni strani je izgubljen.

## Oblika
Prvotno je bil sestavljen iz pet pravokotnih plošč, čeprav je desno zamenjala (morda v 16. stoletju) plošča z napisom CONSTANT. N. IMP. CONST. Plošče so nameščene skupaj na pero in utor, okrog večje osrednje plošče. To je edini tak predmet na svetu, ki je ohranjen v tako dobrem stanju . Je 34,2 cm visok in 26,8 cm širok, pri čemer je osrednja plošča 19 cm krat  12,5 cm in 2,5 cm debela. Izdelana je iz slonove slonovine, oblikovana in vgrajena z dragocenimi kamni (7 biserov je ohranjenih). Ni nobenih sledi barve, kar so nekateri zgodovinarji domnevali.
Ni gotovo, da je Barberinijeva slonovina pripadala diptihu, to je, da je drug sklop plošč oblikoval drugo polje z drugim portretom, morda iz cesarico - to prvo polje je že pretežko, da bi ga lahko udobno uporabili kot pravi pisalno tablico in ni sledi šarnirja, ki bi lahko pomenil, da je predstavljal knjigo.

## Lastniki
Zadaj je predmet raven in gladek, brez vdolbine za vosek, ki bi bil na konzularnem diptihu, in bi se uporabljal kot pisalna tablica. Kljub temu pa je prepleten z vrsticami, ki so kasneje vgravirane nad starejšimi napisi iz črnila - vključuje seznam imen (molitve za mrtve), med njimi pa so morda kralji Avstrazije in druga imena, večinoma latinska. Onomastika kaže, da seznam prihaja iz regije Auvergne in ne iz Provanse, kot je bilo mišljeno iz lokacije objekta v sodobni dobi. Napisi datirani v 7. stoletje (morda okoli 613)  kažejo, da je bilo delo zgodaj pripeljano v Galijo.
Zgodovina slonovine do leta 1625 je neznana - v tem letu jo je vodilni antikvar Nicolas-Claude Fabri de Peiresc ponudil k papeževemu legatu, kardinalu Francescu Barberiniju v Aix-en-Provence, in je postal del Barberinijeve zbirke v Rimu. Peiersc to posebej omenja v pismu svojemu prijatelju Palamède de Vallavezu z dne 29. oktobra 1625:
... [kardinalni] je bil vesel, da vidi starodaven relief iz slonovine, ki sem ga malo prej oodkrill, kjer je bil predstavljen cesar Heraklius na konju, z obrobo, ki nosi križ in njegov sin Konstantin, ki nosi zmago in mnoge zajetne pokrajine pod nogami, podobno kot Tiberijeva Velika kameja Francije. Dala sem mu jo, ko je zapustil (...) imel je več podobnih kosov iz slonovine, s čimer bi [moj primer] šel v dobre roke. 
Verjetno lahko najdemo potrdilo o tem, da je v Barberinijevi zbirki z navedbo slonovine, ki predstavlja Konstantina, v popisu kipov, ki jih je imel Francesco Barberini med letoma 1626 in 1631 . Leta 1899 ga je kupil Louvre in je od takrat naprej je v département des objets d'art (inventarna številka OA 9063.

## Ikonografija
Delo združuje po eni strani klasično temo o totalni moči zmagovitega cesarja, kronanega z Zmago, katere univerzalno pravilo je sinonim za mir in blaginjo, na drugi strani pa temo krščanske zmage, ki jo je prineslo Kristusovo pokroviteljstvo in blagoslov cesarju. Uvaja novo kozmično hierarhijo v predstavitev zmagoslavja rimskega cesarstva in je torej zelo politično delo, ki je zasnovano kot imperialna propaganda. Kakovost izdelave omogoča, da se pripiše cesarski delavnici v Konstantinoplu.

### Srednja plošča
Kompozicija je razporejena okrog osrednje plošče, ki dominira z motivom, kot po svoji slogovni kakovosti. Oblikovan motiv je zmagoslavna figura cesarja na vzpenjajočem konju. Z desnico cesar drži kopje, drugi konec pa je usmerjen proti tlem, v levi drži svojega konja. Za kopljem je podoba barbara, ki ga prepoznamo po njegovih laseh, bradi in predvsem po oblačilih - njegova zakrivljena kapa (podobna frigijski kapi) kaže na vzhodni izvor, tunika z dolgimi rokavi in vrečaste hlače. Simbolizira Perzijca ali Skita, lahko predstavlja narod, ki ga je cesar premagal - kot znak predstave se dotakne deske s svojo desno roko in dvigne svojo levo roko - ali pa "vzklika", morda je član pomožne enote. Ernst Kitzinger je omenil kot »izjemno ... količino živahne dejavnosti, s katero je zaznamovan osrednji relief«, v nasprotju s statičnimi figurami v središču večine diptihov. On razlaga: »Cesar je prišel ta trenutek, njegov plašč še vedno vihra v vetru. Skoraj se zdi, kot da je šel skozi nizka mestna vrata, zaradi katerih je nagnil glavo. Hitro se obrača in potiska svoje kopje v tla, da ga uporabi kot podporo pri sestopu ... V vsej rimski umetnosti ni več duhovnega prikaza cesarskega prihoda.« 
V spodnjem desnem kotu, pod konjem, ženska leži na tleh. Njena obleka se je zdrsnila in razkrila svojo desno dojko, v levi roki pa drži svojo haljo s sadjem, simbolom blaginje. Njena desna roka je dvignjena pod cesarjevo desno nogo v gesti ponižnosti. Osebno označuje Zemljo, ki predstavlja cesarjevo univerzalno gospostvo, s plodovi, ki simbolizirajo blaginjo njegove vladavine. Ta osebnost je bila pogosto predstavljena v tej vlogi na podobah zmagoslavnega cesarja ali cesarja v slavi, kot na primer v Missorium Teodozija I. (velik ceremonialen srebrn pladenj, ohranjen v Real Academia de la Historia v Madridu, Španija, s Tellus podobno predstavljeno na dnu kompozicije, pod sliko Teodozija I., kronanega v slavi) in o reliefu pietas augustorum na Galerijevem slavoloku (kjer tetrarhe spremlja vrsta osebnosti, vključno z Gajo) . Te personifikacije Tellus / Gaja so splošno prepoznavne po njihovem glavnem atributu rogu izobilja (cornu copiae) - ta ni prisoten na slonovini, vendar imajo plodovi v ženski halji enako simbolično funkcijo.
Uravnoteženje prvi ženski figuri, je v zgornjem desnem kotu osrednje plošče kipec krilate Viktorije, ki stoji nad kroglo, napisano z znakom križa in palmo (simbol zmage) v desni roki, v levi roki (zdaj zlomljena) je skoraj zagotovo imela krono, ki jo je postavila na cesarjevo glavo. Ta tip personifikacije je tudi ena od povezav z ikonografijo zmagoslavnega cesarja, ki je bila najdena na več kovancih (npr. solidus Konstantina II.), pa tudi v skulpturi (npr. prizor žrtvovanja na Galerijevem slavoloku) in na nekaterih konzularnih diptihih.
Cesar ima skledasto pričesko s trakom, ki kot obok opisuje krog okoli njegovega obraza, podoben tistemu, ki ga nosi Konstantine, in nosi krono z biseri, od katerih so štirje ohranjeni. Njegov obraz je ovalne oblike in precej težek, predvsem veke in nos, vendar pa dajejo čarobni značaj imperialnemu portretu. Cesar nosi vojaško uniformo vrhovnega poveljnika, vloga, v kateri je prikazan - pod svojim oklepom nosi kratko tuniko in čez oklep ogrinjalo (paludamentum), ki za njim vihra in ha drži na ramenih okrogla fibula. Fibula je bila prvotno narejena iz dragocenega kamna. Nosi črtaste čevlje (cothurni), okrašene z levjo glavo. Konjski pas je okrašen z vrsto medaljonov z intarzijo, ki so zdaj izgubljeni razen tistega v središču glave.
Relief tega osrednjega motiva je bil še posebej poudarjen - zmaga, kopje in v manjši meri cesarjeva glave in njegov konj so izklesani skoraj v krogu. Skrb za modeliranje draperije in pri izdelavi določenih anatomskih podrobnosti, kot so mišice cesarjeve roke, se lahko opredelijo kot klasicizem. Te značilnosti, dodane nesorazmerni lestvici figur, poudarjajo veličanstvo imperialne osebe, ki opozarja na Teodozijevo umetnost.

### Stranske plošče
Stranske plošče so v manj privzdignjenem reliefu (največja globina na osrednjem panelu je 28 mm, na stranskih ploščah pa le 9 mm) in so stilsko nekoliko slabše od osrednje plošče. Tvorijo obrobo v poenostavljenem cik-cak vzorcu, pri čemer so imajo proti sredini in okoli osrednje plošče kito stiliziranih listov z majhno okroglo luknjo na sredini vsake strani za štiri zdaj izgubljene intarzije.
Leva plošča predstavlja višjega častnika, ki ga prepoznamo po vojaškem oblačilu in opremi, primerljivi s cesarjevo. Bradat, nosi oklep in paludamentum, pritrjen na desno ramo s preprostejšo fibulo, kot jo nosi cesar. Vidimo nožnico meča, pritrjeno na njegov pas na levi strani. Gleda proti cesarju in mu predstavlja kip Viktorije na podstavek - drži krono in palmo, kot tista na osrednjem panelu. Pri njenih nogah je torba. Moški stoji v arhitekturni shemi, ki je sestavljena iz dveh stebrov, ki podpirata korintske kapitele in teselirane vzorce (po možnosti opus secstile), ki kaže prostor v imperialni palači.
Ta figura se včasih razlaga kot konzul, kipec Zmage in vreča (tolmačena kot polna zlata) kot konzularni atributi. Vendar pa lahko figura predstavlja tudi sparsio, konzulova največja predstavitev na drugih diptihih, kot sta Klement (513) in Justin (540), z vrečko zlata, ki je bolj simboličen vojni plen, dokaz cesarskega zmagoslavja. Enako, če cesar Konstancij Gal drži primerljiv kipec Zmage na svoji podobi na Kronografiji 354, nosi civilna in ne vojaška oblačila. Uradnik na Barberinijevi slonovini zato bolj verjetno zastopa generala, ki je sodeloval v zmagovalni kampanji, ki jo predstavlja slonovina. Naravno je domnevati, da je simetrična plošča na desni (zdaj manjka) kazala še enega generala na podoben način.

### Spodnja plošča
Spodnji panel je nekakšen friz, okrašen z dvojno procesijo barbarov in živali, ki se zbirajo ob osrednji figuri Zmage. Gleda navzgor proti figuri cesarja na osrednji ploskvi in v svoji desni nosi vojaški pokal, predstavljen v tradicionalni obliki veje z vojaškim grbom, oklepom in plenom, pritrjenimi na to. Poraženi barbari nosijo cesarju različna darila kot davek in se razlikujejo po oblačilih in divjih živalih, ki jih spremljajo. Na levi strani sta dva bradata lika istega tipa, kot je barbar v osrednjem panelu, nosi kratko tuniko, frigijsko kapo in zaprte čevlje. Eden od njih nosi krono, drugi pa cilindrični zaboj z neznano vsebino, morda zlato, pred njimi hodi lev. Morda so Perzijci ali Skiti.
Na desni sta dva barbara oblečena zelo različno - gola od pasu navzgor, ogrnjena s preprostim kosom tkanine, zavezane na pasu in sandale. Spremljata ju tiger in majhen slon. Prvi nosi slonov okel na rami, drugi pa palico neznane funkcije. Predstavljata Indijce.
Ti motivi barbarov, ki so hvaležni cesarju, so v rimskih in bizantinskih bas reliefih pogosti - tukaj je aurum coronarium, ki predstavlja tribut. Prikazujejo cesarjevo clementio in poudarja simboliko cesarjeve zmage. Eden od dveh fragmentov slonovine, ki so pripisani imperialnemu diptihu je zdaj v Milanu, prav tako predstavlja ta motiv v nekoliko zgodnejšem delu.  Lahko ga najdemo tudi v Konstantinoplu, na primer na dnu Arkadijevega stebra (v kompoziciji, primerljivi z Barberinijevo slonovino) ali na Teodozijevem obelisku na hipodromu. Na obelisku je deset barbarov, ki so bili razdeljeni v dve skupini, ki se približujejo osrednji figuri cesarja, okronanega v slavi v imperialni škatli, obkrožen z drugimi augusti. Na levi so Perzijci, na desni pa so nedoločni zahodni barbari, morda Nemci ali Goti. Na tem reliefu ni Zmage, vendar je dobro zastopana na izgubljeni osnovi Arkadijevega stebra in izgubljene baze, ki se tradicionalno pripisuje Konstantinovemu stebru - v obeh primerih je Zmaga v osrednjem položaju kot nekakšen posrednik med poraženimi barbari spodaj in cesarjem. 

### Zgornja plošča
Zgornji del slonovine zasedata dva angela, ki nosita imago clipeata (portret na okroglem ščitu), velik medaljon, ki nosi poprsje mladega in brezbradega Kristusa, ki drži žezlo s križem v levi roki, s svojo desnico kaže tradicionalen znak blagoslavljanja. Poprsje je uokvirjeno s simboli sonca na levo, lune in zvezd na desno. Par angelov, ki nosita Kristusovo podobo, nadomešča prejšnjo podobo dveh krilatih Zmag, personifikacij Konstantinopla, ki ga najdemo na drugem panelu prej omenjenega imperialnega diptiha v Milanu - zamenjava je daleč od nepomembne in pomeni paradigmo premika vitalnega za spoznavanje in razumevanje Barberinijeve slonovine. Kitzinger ugotavlja, da se angel na levi odziva na cesarjevo obrnjeno glavo in pravi: »Kristus se pojavi v nebesih v trenutku, ko cesar kaže svoj triumfalni adventus na zemlji. To je grafični prikaz harmonije med nebesnim in zemeljskim vladanjem.« 

## Identifikacija cesarja
Vprašanje identitete cesarja, ki je zastopana na osrednjem panelu, je osrednja težava komentatorjev Barberinijeve slonovine - njen prvi moderni lastnik, Peiresc, ga je brez obotavljanja prepoznal kot Heraklija in ugotovil, da je častnik, ki daruje kipec Zmage, sin Konstantina III. V poznejših identifikacijah osrednje figure so bili tudi Konstantin I., [[Konstancij II.], Zenon in predvsem Anastazij I. ali Justinijan I. . Prepoznavanje je zapleteno zaradi dejstva, da predstavljeni cesar ni nujno vladajoči cesar na dan izdelave slonovine. Tako je datiranje slonovine nedvomno koristno za prepoznavanje cesarja, vendar v zvezi s tem ni odločilno.